# Artur Saboia
Artur Saboia (Valença, 3 de julho de 1877 — São Paulo, 11 de dezembro de 1952) foi um engenheiro brasileiro.

## Formação
Nasceu em Valença (Rio de Janeiro). Estudou no Colégio Marinoni. Formou-se em engenharia civil em 1908 pela Escola Politécnica da Universidade de São Paulo.

## Prefeitura de São Paulo

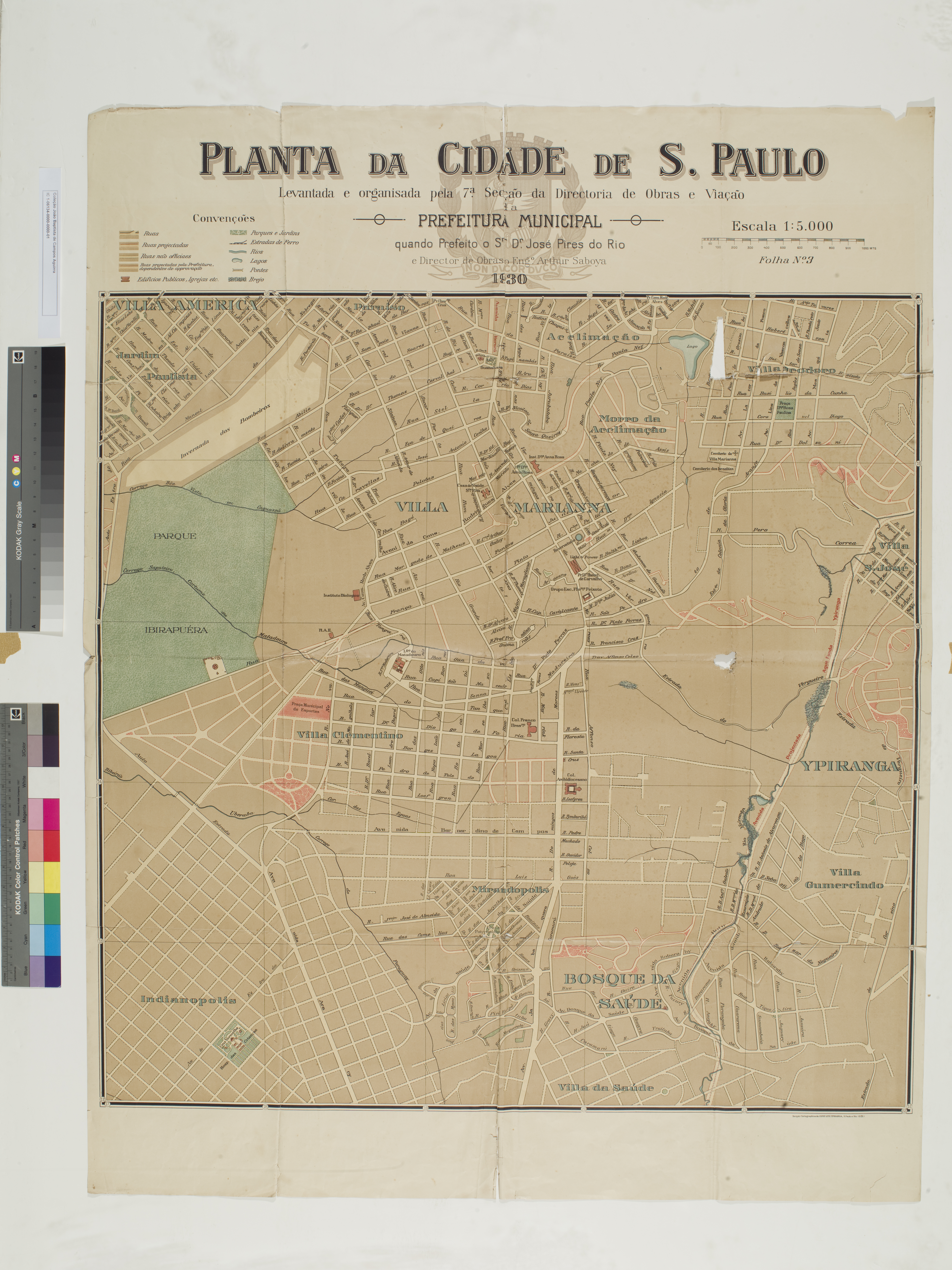
Planta da Cidade de São Paulo (1930), iniciativa executada enquanto Saboia era Diretor de Obras e Viação.

Foi funcionário na Prefeitura de São Paulo por décadas, chegando ao posto de Diretor de Obras e Viação. Participou na criação, desenvolvimento e elaboração direta e indireta em diversas das principais obras das décadas de 20 e 30 do século 20 na cidade de São Paulo. Dentre outras, estão o Mercado Municipal, o Parque Ibirapuera e principais avenidas como São João, 9 de Julho e 23 de Maio.
Em 1929, o prefeito José Pires do Rio solicitou a criação de um código de obras para São Paulo, até então inexistente. Saboia teve importante participação em sua criação, sendo homenageado com seu nome: Código de Obras Arthur Saboya.
O código definiu quatro zonas no município (central, urbana, suburbana e ural) e impôs restrições às alturas das edificações. Redigido em 1934 e alterado em 1955, permaneceu em vigor até junho de 1975, quando foi substituído pela administração de Olavo Setúbal.
Participou do 4.º Congresso Panamericano de Arquitetos em junho de 1930 como representante de Pires do Rio.

### Prefeito interino
Após o fim da Revolução Constitucionalista de 1932, o prefeito de São Paulo Gofredo Teles, que apoiou a revolução, reuniu os funcionários da prefeitura e declarou que deixaria o cargo. Entregou o comando da prefeitura a Saboia na qualidade de Diretor do Departamento de Obras e Viação, pois era o mais alto funcionário da prefeitura. Em declaração, Saboia aceitou o cargo, que ficaria sob sua guarda "até que seja dado às autoridades competentes o provimento do cargo de prefeito da Capital". Entregou o cargo a Teodoro Augusto Ramos, nomeado pelo interventor federal Valdomiro Castilho de Lima, no final de dezembro.
Em 2 de abril de 1933, assumiu novamente o expediente da Prefeitura após Teodoro Ramos pedir demissão. Ramos discordava do excesso de gastos públicos, especialmente com obras, uma vez que os cofres públicos encontravam-se deficitários. Após algumas semanas, tendo também pedido demissão, passou o expediente ao prefeito nomeado Osvaldo Gomes da Costa.
Apesar de atuar como prefeito por curtos períodos, com a alta rotatividade de prefeitos do início da Era Vargas, foi, de fato, um dos principais gestores da cidade.

## Morte, família e legado
Faleceu em 11 de dezembro de 1952 em São Paulo. A Prefeitura suspendeu o expediente do dia a partir das 15 horas em sua homenagem. Foi sepultado no Cemitério São Paulo. Casou-se duas vezes, sendo a segunda com Ermelinda Monteiro Saboia, deixando três filhos do primeiro casamento e dois do segundo.
É patrono da Escola Estadual Artur Saboia, na Vila Vera, distrito do Sacomã, São Paulo. Em 1954, deu nome à antiga Rua Jurubatuba na Vila Mariana, que passou a se chamar Rua Artur Saboia.